# Harry Langhorne Thompson
Sir Harry Langhorne Thompson KCMG (* 6. Februar 1857, London; † 28. April 1902) war ein britischer Kolonialbeamter in Zypern und den West Indies.

## Leben

### Jugend
Thompson wurde am 6. Februar 1857 in London geboren. Er war der älteste Sohn von Sir Ralph Wood Thompson, KCB (1830–1902), welcher später Permanent Under-Secretary of State for War wurde. Thompson erhielt seine Ausbildung am Winchester College und ging dann an das Control Department des Army Pay Corps als Acting Assistant-Paymaster (Zahlmeister-Assistent). Am 10. Juli 1874 wurde er zum Assistant-Paymaster ernannt.

### Karriere
Er schloss sich dann dem Foreign Service (Auslandsdienst) an und wurde 1879 zum Assistant Commissioner von Paphos, Südwest-Zypern ernannt. Zwei Jahre später wurde er in die größere Stadt Limassol an der Südküste der Insel versetzt. 1883 war er wieder zurück in Paphos, wo er zum Commissioner befördert wurde und 1892 wurde er zum Chief Secretary der Regierung von Zypern ernannt.
Im Februar 1895 wurde Thompson zum Administrator von St. Vincent and its Dependencies ernannt, einem Teil der British Windward Islands in den West Indies. Er diente dort bis Ende des Jahres 1900 und zeitweise war er auch kommissarisch Administrator der Windward Islands Colony (in Abwesenheit des Gouverneurs) im Januar 1897. In seiner Zeit dort wurden die Inseln im September 1898 durch einen schweren Hurrikan heimgesucht und erlitten schwere Schäden. Thompson und seine Frau waren beide stark involviert in den Rettungsarbeiten, was durch die Ernennung zum Knight Commander des Order of St Michael and St George (KCMG) in den Queen’s Birthday Honours am 23. Mai 1900 erfolgte. Im selben Jahr wurde er noch zum Administrator von St. Lucia ernannt. 1902 verstarb er dort im Amt.

## Familie
Thompson war mit Ellinor Smith verheiratet, der Tochter des Schriftstellers und Pädagogen Reginald Bosworth Smith. Nach dem Hurrikan 1898 verfasste Mrs. Thompson Berichte über die Ereignisse für verschiedene Zeitschriften, unter anderem in The Times.
Harry Langhorne starb am 28. April 1902, im Alter von 45 Jahren im Government House, St. Lucia.
Seine Wittwe verheiratete sich erneut mit Colonel Sir Edward Grogan, 2nd Baronet.